# Eutropiichthys burmannicus
Eutropiichthys burmannicus är en fiskart som beskrevs av Day, 1877. Eutropiichthys burmannicus ingår i släktet Eutropiichthys och familjen Schilbeidae. IUCN kategoriserar arten globalt som livskraftig. Inga underarter finns listade i Catalogue of Life.